# Xã Sugar Creek, Quận Miami, Kansas
Xã Sugar Creek (tiếng Anh: Sugar Creek Township) là một xã thuộc quận Miami, tiểu bang Kansas, Hoa Kỳ. Năm 2010, dân số của xã này là 474 người.